# قزمان
قرية قزمان هي إحدى القرى التابعة لمركز قلين في محافظة كفر الشيخ في جمهورية مصر العربية. حسب إحصاءات سنة 2006، بلغ إجمالي السكان في قزمان 4825 نسمة، منهم 2405 رجل و2420 امرأة.